# Aura Garrido
Aura Garrido, née le 29 mai 1989 à Madrid, est une actrice espagnole.

## Biographie
Aura Garrido naît à Madrid en 1989 au sein d'une famille d'artistes. Elle suit ses premiers cours de piano puis de danse dès l'âge de quatre ans. Après ses études secondaires, elle s'inscrit à l'École Royale Supérieure d'Art Dramatique dans la filière d'interprétation, en se spécialisant en interprétation textuelle, mais elle doit l'abandonner en 2010 pour participer au tournage du film Planes para mañana. Ce rôle lui a valu la Biznaga d'argent du meilleur second rôle et une nomination comme meilleure actrice révélation aux Prix Goya notamment. La même année elle obtient son premier rôle principal à la télévision où elle joue le rôle d'Esther dans La pecera d'Eva (es), une série de la chaîne espagnole Telecinco.
Elle se consacre alors au petit écran et joue dans Ange ou Démon (2011), Crematorio (es) (2011) et Imperium (2012).
Elle revient au cinéma avec deux seconds rôles dans Promotion fantôme (es) (2012) de Javier Ruiz Caldera (es) et El cuerpo (2012) , premier film d'Oriol Paulo. En 2013, on la retrouve dans Stockholm ; son interprétation a été bien reçue par la critique et lui a valu d'être nommée dans la catégorie meilleure actrice pour les Prix Goya, les Prix Féroce, et les Prix Forqué (es). Elle obtient également le Prix Sant Jordi et la Médaille du Círculo de Escritores Cinematográficos par ce rôle.
En 2014, de nouveau à la télévision, elle a participé à la minisérie Hermanos (es), et a joué dans Les Aventures du capitaine Alatriste. La même année, elle devient Amelia Folch dans la série télévisée Le Ministère du temps de La 1.
En 2021, elle interprète le rôle d'Olivia Costa dans la mini série Innocent produite par Netflix et le rôle de Matacuras (« tueuse de curés ») dans le film d'horreur Malnazidos (es).
En 2022, elle partage l'affiche avec Jean Reno dans la série policière Une affaire Privée produite par Prime Video, dans le rôle central de Marina Quiroga.

## Filmographie

### Cinéma
| Films | Films                             | Films             | Films          |
| Année | Titre                             | Rôle              | Notes          |
| ----- | --------------------------------- | ----------------- | -------------- |
| 2010  | Innocentes                        | Adriana           | Rôle principal |
| 2010  | Planes para mañana                | Mónica            | Rôle principal |
| 2011  | 5ºB Escalera Dcha (court-métrage) | Sara              | Second rôle    |
| 2011  | Abkara (court-métrage)            | Sofia             | Rôle principal |
| 2012  | Promoción fantasma                | Elsa              | Second rôle    |
| 2012  | El cuerpo                         | Carla Miller      | Second rôle    |
| 2013  | Los ilusos                        | Sofia             | Rôle principal |
| 2013  | Stockholm                         | Elle              | Rôle principal |
| 2013  | Viral                             | Lucía             | Rôle principal |
| 2014  | Asesinos inocentes                | Nuria Abreu       | Second rôle    |
| 2014  | Vulcania                          | Martha            | Rôle principal |
| 2017  | Cold Skin                         | Aneris            | Rôle principal |
| 2017  | La niebla y la doncella           | Virginia Chamorro | Rôle principal |
| 2019  | The Goya Murders                  | Eva González      | Rôle principal |
| 2021  | Malnazidos                        | Matacuras         | Rôle principal |

### Télévision
| Séries de télévision | Séries de télévision                 | Séries de télévision | Séries de télévision         |
| Année                | Titre                                | Rôle                 | Notes                        |
| -------------------- | ------------------------------------ | -------------------- | ---------------------------- |
| 2009                 | Physique ou Chimie                   | Erica                | Second rôle (4 épisodes)     |
| 2009                 | De repente, les Gómez                | Silvia               | Second rôle (10 épisodes)    |
| 2010                 | La pecera d'Eva                      | Esther               | Rôle principal (30 épisodes) |
| 2011                 | Ange ou démon                        | Valeria              | Rôle principal (22 épisodes) |
| 2011                 | Crematorio                           | Miriam Mullor        | Rôle principal (8 épisodes)  |
| 2012                 | Imperium                             | Cora                 | Rôle principal (6 épisodes)  |
| 2014                 | Hermanos                             | Pilar Yagüe          | Rôle principal (6 épisodes)  |
| 2015                 | Les Aventures du capitaine Alatriste | Inés de Castro       | Second rôle (13 épisodes)    |
| 2015                 | La dame voilée                       | Cecile               | Second rôle                  |
| 2015                 | Víctor Ros                           | Lucía Alonso         | 1 épisode (Chapitre 3)       |
| 2015                 | Le Ministère du temps                | Amelia Folch         | Rôle principal               |
| 2016                 | El padre de Caín                     | Begoña               | Rôle principal. Mini-série.  |
| 2018                 | El día de mañana                     | Carme Román          | Rôle principal. Mini-série.  |
| 2021                 | Innocent                             | Olivia Costa         | Second rôle                  |
| 2022                 | Une affaire Privée                   | Marina Quiroga       | Rôle principal               |